# Gvido Kres
Gvido Kres, slovenski politik in ekonomist, * 20. januar 1959, Ljubljana.

## Življenjepis

### Državni zbor
2008-2011
V času 5. državnega zbora Republike Slovenije, član Slovenske ljudske stranke, je bil član naslednjih delovnih teles:
- Komisija po Zakonu o preprečevanju korupcije (član)
- Komisija za nadzor obveščevalnih in varnostnih služb (član)
- Odbor za notranjo politiko, javno upravo in pravosodje (član)
- Odbor za obrambo (član)
- Komisija za odnose s Slovenci v zamejstvu in po svetu (podpredsednik)

Na državnozborskih volitvah leta 2011 je kandidiral na listi SLS.